# OUTSIDER-052
『OUTSIDER-052』（アウトサイダー052）は、2010年5月25日に公開された日本映画。名古屋市在住の監督によるオムニバス映画。

## 概要
- OUTSIDER（個性）・052（名古屋の市外局番）＝名古屋発の個性という意味。第10回インディーズムービー・フェスティバルでグランプリを受賞した林一嘉が製作総指揮を取り、参加した監督は皆20代。それぞれホラー･ヒューマン・コメディなど幅広い作品を制作。美少女プロデュースのフリーペーパー「美少女図鑑」のメンバーも出演。
- 本来は5監督のオムニバスであったが2010年5月の公開では4監督のみとなり、2010年8月の上映では5監督で公開された。
- 名古屋発のインディペンデント映画としては異例の名古屋の商業映画館での公開となりDVD化される。
- 2011年林一嘉監督は『岸部町奇談』の続編を企画、自らプロデューサーとなり『岸部町奇談 探訪編』として再製作した。

## キャスト
- 「エンジェル･アパート」：石上亮、昭和研吾、樋口豊志、松山渚、田中里帆
- 「あおぞら死願デー」：横川結城、國枝彩、白鳥真理、森景子、小木曽雅史[2]
- 「コノハナサクヤ」：中根裕治、森田江美
- 「岸部町奇談」：林由莉恵、sayo、近藤千尋
- 「バースデイ」：宮嶋麻衣、森川葵

ストーリーテラー：黒岩唯一

## スタッフ
- 企画･制作：スタンドアップ
- プロデューサー：中尾品彦
- 原案：竹山尚希
- 主題歌：CandyStore『OUTSIDER』作詞・曲：KANEKOYUKIHIRO
- 製作： ラスト映画プロジェクト実行委員会

- 「エンジェル･アパート」：監督・脚本・撮影・編集　竹山尚希、音楽　ragan、KANEKOYUKIHIRO、SOUNDATHLETE
- 「あおぞら死願デー」：監督・脚本 横田知也、撮影・編集 竹山尚希
- 「コノハナサクヤ」：監督・脚本 仲根唯世
- 「岸部町奇談」：監督・脚本・撮影・編集 林一嘉、音楽 CHILDBANK
- 「バースデイ」：監督・脚本・編集 林一嘉
- 「ミスターＸ」：監督・脚本 立松謙三（特典収録）